# Мария Георгиевна
Мария Георгиевна (3 март 1876 – 14 декември 1940) е гръцка и датска принцеса и велика руска княгиня, съпруга на великия княз Георги Михайлович, който е внук на руския император Николай I.

## Биография
Мария Георгиевна е родена в Атина, Гърция, като принцеса Мария Шлезвиг-Холщайн-Зондербург-Глюксбург. Дъщеря е на гръцкия крал Георг I и великата руска княгиня Олга Константиновна. Сестра е на гръцкия крал Константинос I и на великата княгиня Александра Георгиевна. Мария е и леля на Филип, херцог на Единбург.
На 30 април 1900 г. принцеса Мария се омъжва за великия руски княз Георги Михайлович на остров Корфу. Двамата имат две деца: княгиня Нина Георгиевна и княгиня Ксения Георгиевна.
На 30 януари 1919 г. великият княз Георги Михайлович е екзекутиран от болшевиките. Две години по-късно, на 16 декември 1922 във Висбаден, Мария Георгиевна се омъжва повторно за Перикъл Йоанидис.
Мария Николаевна умира на 14 декември 1940 в Атина по време на Итало-гръцката война.